# Parthenodes rectangulalis
Parthenodes rectangulalis is een vlinder uit de familie van de grasmotten (Crambidae). De wetenschappelijke naam van de soort is voor het eerst gepubliceerd in 1907 door George Hamilton Kenrick.
De soort komt voor in Papoea-Nieuw-Guinea.